# Wola Gródecka
Wola Gródecka – wieś w Polsce położona w województwie lubelskim, w powiecie tomaszowskim, w gminie Jarczów.
Wieś położona ok. 18 km na wschód od Tomaszowa Lubelskiego, leży nad rzeką Huczwą
Od strony północno-zachodniej otacza ją las mieszany Bukowiec z unikalnym rezerwatem lipy, a od strony północno-wschodniej las liściasty Rosanówka.
W latach 1975–1998 miejscowość administracyjnie należała do województwa zamojskiego. W okresie okupacji wieś należała do gminy Rachanie a później do gminy Gródek, Typin i obecnie Jarczów.
Wieś stanowi sołectwo gminy Jarczów. W skład sołectwa wchodzi także Wola Gródecka-Kolonia. Według Narodowego Spisu Powszechnego z roku 2011 wieś liczyła 142 mieszkańców.
Wieś podlega prawosławnej parafii św. Mikołaja w Tomaszowie Lubelskim. Natomiast wierni Kościoła rzymskokatolickiego należą do parafii św. Anny w Gródku.

## Części wsi
| SIMC    | Nazwa    | Rodzaj    |
| ------- | -------- | --------- |
| 0890264 | Bukowiec | część wsi |

## Historia
Wieś powstała około 1409 roku, podobnie jak Gródek, była własnością Wołczków z Gródka, Prędoty 1439, Mikołaja 1469. W XVI i XVII stuleciu znalazła się w rękach Łaszczów. Według rejestru poborowego z 1564 roku Wola Gródecka posiadała 3 łany kmiece (to jest 50, 4 ha) gruntów. W 1840 roku wieś wchodziła w skład unickiej parafii w Pienianach. W XIX wieku Gródecka Wola posiadała 35 domy i 135 mieszkańców. Folwark Gródecka Wola leżący obok wsi należał do hrabiego Fredro.